# Фунес
Фу̀нес (на италиански: Funes; на немски: Villnöß, Филньос) е община в Северна Италия, автономна провинция Южен Тирол, автономен регион Трентино-Южен Тирол. Разположена е на 1109 m надморска височина. Населението на общината е 2602 души (към 2010 г.).
Административен център на общината е село Сан Пиетро (на италиански: San Pietro; на немски: Sankt Peter, Санкт Петер).

## Език
Официални общински езици са и италианският и немският. Най-голямата част от населението говори немски. В общината се говори и други романски език, ладинският.
| %     | Роден език      |
| 1,99  | Италиански език |
| 97,69 | Немски език     |
| 0,32  | Ладински език   |